# 52767 Ophelestes
52767 Ophelestes è un asteroide troiano di Giove del campo troiano. Scoperto nel 1998, presenta un'orbita caratterizzata da un semiasse maggiore pari a 5,3012171 UA e da un'eccentricità di 0,0240308, inclinata di 12,80126° rispetto all'eclittica.
L'asteroide è dedicato a Ofeleste, guerriero troiano ucciso da Teucro.